# フィリップ・ノヴァー
フィリップ・ノヴァー（Phillipe Nover、1984年2月3日 - ）は、アメリカ合衆国ニューヨーク州ブルックリン出身のフィリピン系アメリカ人の男性総合格闘家。チーム・ヘンゾ・グレイシー所属。元ROCライト級王者。フィリーペ・ノヴァとも表記される。

## 来歴
フィリピン系アメリカ人としてニューヨーク市ブルックリン区に生まれる。9歳の時より護身のためにラルフ・ミッチェルのUniversal Defense Systems（ユニヴァーサル・ディフェンス・システム） の下で格闘技を始め空手やカンフーなどを学んだ。2000年からはアレッシャンドリ・ソッカの下でブラジリアン柔術も学び始めた。2002年に高校を卒業するときに看護師だった父親に勧められて、父親と同じ道を歩む決意をし、短大で看護学を専攻して、2005年に看護師の免許に合格した。
2003年にプロ総合格闘技デビュー、2007年まで無敗の成績を残した。
2008年、UFCのリアリティ番組「The Ultimate Fighter」のシーズン8に参加する。TUF予選会32名が集まり、UFC社長のダナ・ホワイトが演説をしている最中に、ライト級転向のための急激な減量の影響により貧血を起こし倒れてしまい、ダナから「フェインティング・フィリップ（気絶するフィリップ）」のあだ名を授けられ、番組収録1回目にして大きなインパクトを残した。予選会ではジョー・デュアルチに勝利し、ハウス（合宿所）入りを決めると、チーム選抜ではライト級の1位としてコーチのアントニオ・ホドリゴ・ノゲイラに指名される。準々決勝ではデビッド・カプランに一本勝ちし、その格闘センスの高さからダナ・ホワイトに「若き頃のジョルジュ・サンピエールを思わせる」と称賛された。準決勝もジョージ・ループに一本勝ちし、12月の決勝への出場を決めた。12月6日には師匠ソッカよりブラジリアン柔術黒帯を授与された。迎えた12月13日のTUF決勝ではエフレイン・エスクデロにMMAレスリングで上回られ、ことごとくテイクダウンを取られる。3Rにオモプラッタでエフレインを極めかけたように、打撃、寝技の両面でエフレインを上回るも、終始グラウンド下になりエフレインの猪木アリ状態からのパウンド等、要所要所でエフレインの攻撃に対応しきれず劣勢となり、0-3の判定負けで準優勝となった。
2009年5月23日、TUF卒業後の初戦でカイル・ブラッドリーと対戦し、パウンドによるレフェリーストップでTKO負けとなった。しかし、ノヴァーは試合を止められた直後にジャンプしたように、問題なく試合が出来る状態であった。このためノヴァーは納得がいかない上、会場の観客からはレフェリーにブーイングがなされた。
2010年2月6日、UFC 109でロバート・エマーソンと対戦し、0-3の判定負け。3連敗となり、UFCを解雇された。
2015年5月16日、UFCに復帰し、UFC Fight Night: Edgar vs. Faberでナム・ウィチョルに2-1の判定で勝利するも、その後3連敗をして2017年2月15日に現役引退を表明した。
総合格闘家として引退後は、大学院で修士号を得て、病院で正看護師として勤務。トレーニングを続けているブラジリアン柔術では2020年1月にヘンゾ・グレイシーから黒帯三段を授けられている。
2020年に新型コロナウイルス感染症が大流行し、ニューヨークが全米最多の死亡者数・感染者数を記録するなど深刻な状況に襲われると、ノヴァーは普段は心臓血管外科の看護師として働いていたが、自ら志願して医療最前線の最も感染リスクが高い緊急治療室と集中治療室（ICU）の看護へ飛び込んだ。

## 戦績

### プロ総合格闘技
| 総合格闘技 戦績 | 総合格闘技 戦績 | 総合格闘技 戦績 | 総合格闘技 戦績 | 総合格闘技 戦績 | 総合格闘技 戦績 | 総合格闘技 戦績 |
| --------------- | --------------- | --------------- | --------------- | --------------- | --------------- | --------------- |
| 20 試合         | (T)KO           | 一本            | 判定            | その他          | 引き分け        | 無効試合        |
| 11 勝           | 1               | 5               | 5               | 0               | 1               | 0               |
| 8 敗            | 1               | 0               | 7               | 0               | 1               | 0               |

| 勝敗 | 対戦相手                       | 試合結果                     | 大会名                                                                                      | 開催年月日     |
| ×    | リック・グレン                 | 5分3R終了 判定1-2            | UFC 208: Holm vs. de Randamie                                                               | 2017年2月11日  |
| ×    | ヘナン・バラオン               | 5分3R終了 判定0-3            | UFC Fight Night: Cyborg vs. Lansberg                                                        | 2016年9月24日  |
| ×    | ズバイラ・ツフゴフ             | 5分3R終了 判定1-2            | UFC Fight Night: Namajunas vs. VanZant                                                      | 2015年12月10日 |
| ○    | ナム・ウィチョル               | 5分3R終了 判定2-1            | UFC Fight Night: Edgar vs. Faber                                                            | 2015年5月16日  |
| ○    | ダン・シオン                   | 2R 1:10 リアネイキドチョーク | Ring of Combat 50                                                                           | 2015年1月23日  |
| ○    | マイク・サンティアゴ           | 5分3R終了 判定3-0            | Ring of Combat 45 【ROCライト級王座決定戦】                                                 | 2013年6月14日  |
| ○    | ダレル・ホーチャー             | 5分3R終了 判定3-0            | Bellator 95                                                                                 | 2013年4月4日   |
| ×    | アンソニー・ロッコ・マーティン | 5分3R終了 判定0-2            | Dakota FC 14                                                                                | 2013年1月26日  |
| ○    | デリック・ケニントン           | 2R 4:20 リアネイキドチョーク | Bellator 74                                                                                 | 2012年9月28日  |
| ×    | マルチン・ヘルド               | 5分3R終了 判定1-2            | Bellator 59                                                                                 | 2011年11月26日 |
| ○    | ジェイク・マーフィー           | 5分3R終了 判定3-0            | Hoosier FC 8                                                                                | 2011年8月20日  |
| ×    | ロバート・エマーソン           | 5分3R終了 判定0-3            | UFC 109: Relentless                                                                         | 2010年2月6日   |
| ×    | カイル・ブラッドリー           | 1R 1:03 TKO（パウンド）      | UFC 98: Evans vs. Machida                                                                   | 2009年5月23日  |
| ×    | エフレイン・エスクデロ         | 5分3R終了 判定0-3            | The Ultimate Fighter: Team Nogueira vs. Team Mir Finale 【ライト級トーナメント 決勝】       | 2008年12月13日 |
| ○    | ジェイ・コールマン             | 1R 3:00 キムラロック         | Ring of Combat 13: Tournament of Champions Semi-Finals 【ウェルター級トーナメント 準決勝】  | 2007年3月16日  |
| ○    | アブネル・ロベラス             | 5分2R終了 判定2-0            | Ring of Combat 12: Tournament of Champions Quarterfinals 【ウェルター級トーナメント 1回戦】 | 2006年11月17日 |
| ○    | デイブ・ドラゴ                 | 1R 1:58 チョークスリーパー   | Ring of Combat 11                                                                           | 2006年8月18日  |
| ○    | マイケル・マックァード         | 1R 0:16 KO（パンチ）         | Ring of Combat 9                                                                            | 2005年10月29日 |
| △    | ジェイソン・ダブリン           | 5分2R終了 引き分け           | Combat Zone 7: Gravel Pit                                                                   | 2004年7月10日  |
| ○    | ロン・スターリングス           | 1R 0:43 フロントチョーク     | Reality Fighting 4                                                                          | 2003年7月19日  |

### 総合格闘技エキシビション
| 勝敗 | 対戦相手           | 試合結果                   | 大会名                                                 | 開催年月日    |
| ○    | ジョージ・ループ   | 1R 1:41 キムラロック       | The Ultimate Fighter 8 【ライト級トーナメント 準決勝】 | 2008年6月26日 |
| ○    | デビッド・カプラン | 1R 1:06 チョークスリーパー | The Ultimate Fighter 8 【ライト級トーナメント 2回戦】  | 2008年6月13日 |
| ○    | ジョー・デュアルチ | 2R 3:33 チョークスリーパー | The Ultimate Fighter 8 【ライト級トーナメント 1回戦】  | 2008年5月21日 |

### グラップリング
| 勝敗 | 対戦相手               | 試合結果          | 大会名               | 開催年月日    |
| △    | エフレイン・エスクデロ | 20分終了 時間切れ | World Jiu-Jitsu Expo | 2013年11月9日 |

## 獲得タイトル
- 第8代ROCライト級王座（2013年）

## 表彰
- ブラジリアン柔術 黒帯